# Health and Environment Alliance
Die Health and Environment Alliance (HEAL) ist ein Dachverband von Umwelt- und Gesundheitsorganisationen, der sich mit den gesundheitlichen Auswirkungen von Umweltveränderungen in der Europäischen Union (EU) befasst. Die im Jahr 2004 gegründete Non-Profit-Organisation hat ihren Sitz in Brüssel. Themen sind unter anderem die Umwelt-Prävention chronischer Erkrankungen, gefährliche Chemikalien (z. B. Pestizide), Klimawandel und Energie, Luftqualität, Lärmverschmutzung, Quecksilber, Umweltgerechtigkeit und soziale Ungleichheit.

## Geschichte
Innerhalb der European Public Health Alliance (EPHA) entstand 2003 eine Sektion, die sich mit Umweltthemen befasste. Aus dieser ging 2004 HEAL hervor.

## Mitglieder und Partner
Der Verband umfasst (Stand Anfang 2017) über 70 Mitgliedsorganisationen die international oder europaweit, aber auch national oder lokal tätig sind. Vertreten sind Organisationen aus 20 europäischen Ländern. Zu den Mitgliedern gehören vorwiegend Umwelt- und/oder Gesundheitsorganisationen (z. B. Natural England, Pesticide Action Network, Stand Up to Cancer, Women in Europe for a Common Future), aber auch wissenschaftliche Organisationen bzw. Einrichtungen (z. B. die London School of Hygiene and Tropical Medicine). Ein Vorstandsgremium beaufsichtigt die Durchführung des Jahresprogramms und die Prioritäten der HEAL-Aktivitäten.
Der Verband ist Partner der Global Climate and Health Alliance und der Healthy Energy Initiative, akkreditierter Stakeholder der UNFCCC, sowie u. a. Mitglied der Green 10, der Europäischen Chemikalienagentur (ECHA), und der WHO Arbeitsgruppen zu Umwelt und Gesundheit bzw. Klimawandel und Gesundheit.

## Förderung
Neben der Europäischen Union werden als Förderer die KR Foundation, die European Climate Foundation, die Fondation des Fondateurs, die Marisla Foundation, die Oak Foundation, die European Environment and Health Initiative und die Fairtrade Foundation angegeben. Eine Förderung vor dem Hintergrund kommerzieller Interessen wird angeblich nicht akzeptiert.

## Aufgaben
Der Verband hat sich zum Ziel gesetzt,
- die Politik innerhalb von EU-Institutionen zu beobachten, um Gefahren und Herausforderungen für Umwelt und Gesundheit zu identifizieren;
- Kampagnen durchzuführen, um die Anliegen der Gesundheitsberufe an Politiker heranzutragen;
- politikrelevante Forschung zu beobachten und zugänglich zu machen;
- die Beteiligung der Öffentlichkeit und von Stakeholdern zu erleichtern;
- Publikationen, Konferenzen, Workshops und Trainings durchzuführen.[2]

## Berichte
Der Verband veröffentlicht regelmäßig Berichte, die den Sachstand zu bestimmten Schwerpunktthemen zusammenfassen. Im Jahr 2013 veröffentlichte HEAL einen Bericht zu den gesundheitlichen Folgen von Kohlekraftwerken sowie deren Folgekosten. Demnach sterben EU-weit jährlich mehr als 18.200 Menschen vorzeitig an den Folgen der Verschmutzung durch Kohlekraftwerke (in Deutschland ca. 2700). Die wirtschaftlichen Kosten durch die gesundheitlichen Schäden wurden auf 42,8 Milliarden Euro pro Jahr in der EU und auf 2,3 bis 6,4 Milliarden Euro in Deutschland geschätzt. Ein gemeinsam mit dem WWF und dem Climate Action Network Europe im Sommer 2016 veröffentlichter Bericht ergab 23 000 vorzeitige Todesfälle in Europa und Mehrkosten für die Gesundheitssysteme von rund 60 Milliarden Euro.